# Age of Empires: Definitive Edition
Age of Empires: Definitive Edition è un videogioco del 2018 per PC di strategia in tempo reale, sviluppato da Forgotten Empires e pubblicato da Microsoft Corporation. È una versione rimasterizzata in 4K di Age of Empires e della sua espansione Rise of Rome, in occasione del ventesimo anniversario dalla pubblicazione del gioco originale. Rispetto a quest'ultimo apporta migliorie grafiche significative, e comprende due campagne che erano le versioni dimostrative del primo gioco della serie.

## Sviluppo e pubblicazione
Il 12 giugno 2017 Adam Isgreen, direttore creativo di Microsoft, annuncia all'E3 una remastered del gioco Age of Empires, sviluppata da Forgotten Empires, già autore di una mod di Age of Empires II: The Age of Kings e della sua intera riedizione in alta definizione nel 2013. La remastered del primo gioco della serie include il supporto 4K, colonna sonora rimasterizzata e diverse migliorie di gioco.
Il 21 agosto, durante il Gamescom, viene diffuso il secondo trailer.
La sua pubblicazione, prevista per il 19 ottobre 2017, è slittata a soli cinque giorni dal lancio al 20 febbraio successivo per problemi tecnici relativi al gioco.

## Accoglienza
Age of Empires: Definitive Edition ha avuto un'accoglienza di poco sopra la media, con un punteggio di 70 su 100 su Metacritic. PC Gamer lo ha votato con un 60/100, chiamandolo "un remake solido di un gioco che ha fatto il suo tempo". GameSpot lo ha votato 6/10, lodandone le grafiche 4K graphics e la colonna sonora migliorata, ma criticando i vecchi problemi ancora persistenti.